# Dalton (New Hampshire)
Pour les articles homonymes, voir Dalton.
Dalton est une municipalité américaine située dans le comté de Coös au New Hampshire. Selon le recensement de 2010, sa population est de 979 habitants.

## Géographie
La municipalité s'étend sur 28,04 milles carrés (72,62 km2), dont 0,56 milles carrés (1,45 km2) d'étendues d'eau.

## Histoire
La localité actuelle faisait autrefois partie de Chiswick puis d'Apthorp. En 1784, Apthorp est divisée en deux municipalités : Littleton et Dalton, qui est nommée en l'honneur de Tristram Dalton.